# Cufar

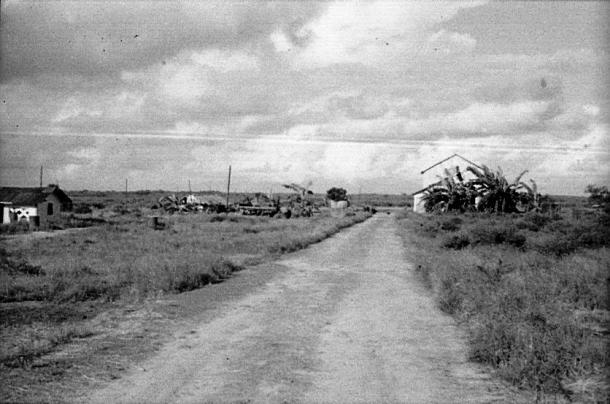
Cufar im Jahr 1967

Cufar ist eine Ortschaft im Südwesten Guinea-Bissaus mit 219 Einwohnern (Stand 2009).
Das Dorf liegt im Verwaltungssektor von Catió, Hauptstadt der Region Tombali.

## Geschichte
Im Portugiesischen Kolonialkrieg, der in Guinea-Bissau von 1963 bis 1974 dauerte und besonders intensiv geführt wurde, war das Gebiet des heutigen Sektors Catió mehrmals Schauplatz von portugiesischen Kommandounternehmen und Belagerungen.
So kamen hier am 2. März 1974, wenige Wochen vor dem Ende des portugiesischen Einsatzes, 19 portugiesische Soldaten um. Ein Versorgungskonvoi, der Intendanz-Zug PINT 9288, transportierte Benzinkanister, als er hier bei der Überquerung des Rio Manterunga, einem Zufluss des nahen Rio Cumbijã, auf zwei im Uferschlick versteckte Minen der PAIGC fuhr.

## Verkehr
Der Ort liegt an der Straße von Buba nach Catió.
Hier befindet sich ein Flugplatz mit dem ICAO-Code GGCF. Der Flugplatz bedient insbesondere die nahe Regionalhauptstadt Catió.